# Jane Capell, contessa di Essex
Lady Jane Capell, contessa di Essex, nata Jane Hyde (1694 – 1724), è stata una nobildonna inglese.

## Biografia
Era la figlia di Henry Hyde, IV conte di Clarendon, e di sua moglie, Jane Leveson-Gower.

## Matrimonio
Sposò, 27 novembre 1718, William Capell, III conte di Essex, figlio del tenente generale Algernon Capell, II conte di Essex, e di Lady Mary Bentinck. Ebbero quattro figli ma solo due figlie raggiunsero l'età adulta:
- Lady Mary Capell (?-1782), sposò l'ammiraglio John Forbes, ebbero due figlie;
- Lady Charlotte Capell (2 ottobre 1721-3 settembre 1790), sposò Thomas Villiers, I conte di Clarendon, ebbero quattro figli;

## Morte
Morì nel gennaio 1724.